# لرزش: یک روز سرد در جهنم
لرزش: یک روز سرد در جهنم (به انگلیسی: Tremors: A Cold Day in Hell)  یک فیلم ویدئویی آمریکایی هیولایی محصول سال ۲۰۱۸ میلادی به کارگردانی دان مایکل پال است.

## خلاصه داستان
برت گومر مشکوک می‌شود که از کرم‌های غول پیکر در مرکز تحقیقاتی در کشور کانادا به عنوان سلاح استفاده می‌شود. او با وارد شدن به این جریان و آلوده شدن بدنش خود را بین مرگ و زندگی می‌بیند و سعی دارد تا پادزهری از زهر یکی از موجودات درست کند تا زندگی خودش را نجات دهد و…

## تولید
در تاریخ ۲۰ سپتامبر ۲۰۱۶، مایکل گروس در صفحه رسمی فیس بوک خود اعلام کرد که این فیلم در حال ساخت است. فیلمبرداری از اواخر ژانویه ۲۰۱۷ میلادی آغاز شد.